# Bromure de potassium
Pour les articles homonymes, voir KBR.
Le bromure de potassium  est un sel de formule chimique KBr, composé des ions potassium et bromure. Il est de couleur blanche ou incolore.
On l'utilise dans l'industrie pharmaceutique (comme antispasmodique et sédatif) et photographique. Il peut également être utilisé dans la préparation d'échantillons en analyse chimique (spectroscopie infrarouge).

## En pharmacie
Le bromure de potassium est un sédatif et un anticonvulsivant. 
Les propriétés antispasmodiques du bromure de potassium ont été d'abord évoquées par Charles Locock à un congrès de la Société médicale et chirurgical royale en 1857. Le bromure peut être considéré comme le premier médicament efficace contre l'épilepsie. À l'époque, on pensait généralement que l'épilepsie était causée par la masturbation. Charles Locock a noté que le bromure calme l'excitation sexuelle et la pensée, d'où son succès dans le traitement. Il n'y aura pas de meilleur médicament pour l'épilepsie jusqu'au phenobarbital en 1912.
Le bromure de potassium n'est pas approuvé par la Food and Drug Administration des États-Unis (FDA) pour une utilisation humaine. En Allemagne, il continue à être utilisé comme antiépileptique, particulièrement pour les enfants et les adolescents. Ces indications incluent les formes sévères.
La biodisponibilité est presque complète et extrêmement longue (demi-vie de six semaines). Son association possible avec d’autres médicaments fait qu’il est souvent associé à d’autres traitements.
Il était employé comme drogue sédative aux États-Unis.
- Effets secondaires

Encéphalopathie, la prise prolongée peut mener à l'intoxication. Le bromure de potassium en haute concentration irrite fortement la membrane muqueuse gastrique, menant à la nausée et parfois aux vomissements (typique de tous les sels de potassium solubles). La perte d'appétit, la léthargie, la propension de dormir pendant le jour, la dépression, la perte de concentration et de la mémoire, la confusion, le mal de tête et bromisme (réactions centrales s'étendant de somnolence à coma, perte de réflexes ou réflexes pathologique, tremblement, perte de sensibilité neurale, œdème des yeux, discours anormal, œdème cérébral, délire, agressivité, psychoses). On peut aussi voir la dermatite, une forme d'acné, et d'autres formes de maladie de peau, aussi bien que l'hypersécrétion muqueuse dans les poumons. L'asthme et la rhinite peuvent empirer, le désordre de langue, la mauvaise haleine… 
L'utilisation de bromure pour les chats est limitée parce qu'il porte le risque substantiel de causer des congestions pulmonaires.
- Contre-indications : allaitement

## En photographie
Les ions bromure agissent sur les halosels d'argent non activés par la lumière afin qu'ils soient inertes pour les substances de développement et que celles-ci soient exclusivement actives aux points exposés. Une concentration élevée de bromure étend partiellement la protection aux halosels un peu stimulés par la lumière et réduit en conséquence la part des zones très claires dans les ombres.

## Notes et références

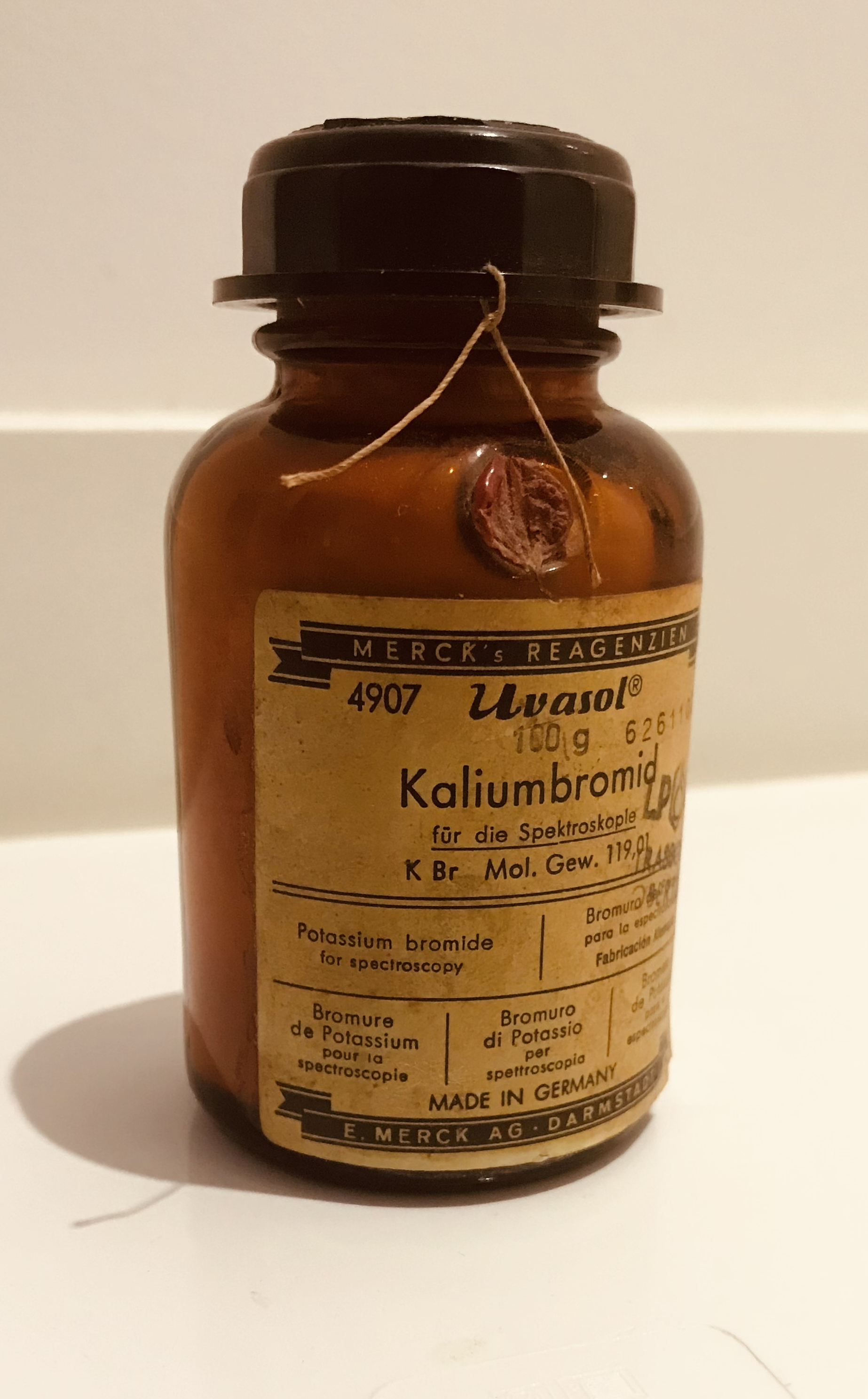
Flacon de 100 g de bromure de potassium (Merck), ca. 1930.